# Zephyrogomphus
Genre
Zephyrogomphus  est un genre de libellules de la famille des Gomphidae (sous-ordre des Anisoptères).

## Liste d'espèces
Selon BioLib (2 septembre 2020) :
- Zephyrogomphus lateralis (Selys, 1873)
- Zephyrogomphus longipositor (Watson, 1991)